# Mađarska državna opera
Mađarska državna opera (мађ. Magyar Állami Operaház) je neorenesansna operska kuća koja se nalazi u centralnom delu Budimpešte, u Andreševoj aveniji. Zgrada je jedan od najznačajnijih spomenika kulture iz XIX veka i pored opere, predstavlja dom nacionalnog baleta. Opera je izgrađena prema planovima Mikloša Ibla, jednog od najpoznatijeg mađarskog arhitekte iz tog perioda. Grad Budimpešta je izgradnju operske kuće započeo 1875. godine uz prisustvo cara Austrije i kralja Ugarske Franca Jozefa. Novo mađarsko opersko zdanje otvoreno je 27. septembra 1884. godine. Pre zatvaranja Narodnog pozorišta u Budimpešti, ova zgrada je bila treća najveća operska kuća. Danas je zdanje Mađarske državne opere druga najveća operska kuća kako u Budimpešti tako i u čitavoj Mađarskoj. Pored Ibla, raskošnom enterijeru i eksterijeru zgrade doprineli su umetnici Mor Tan, Karolj Lot i Bartalen Sekalj.
Počeci izvođenja opere u Budimpešti datiraju iz ranih godina XIX veka kada su putujuće trupe izvodile svoje performanse. Nova epoha započeta je posle 1835. godine kada je deo Nacionalne opere i pozorišne trupe Kase stigao u Budim. Zajedno sa drugim članovima trupe osnovali su Pozorište Kastle nakon čega je počelo izvođenje opere pod vođstvom dirigenta Ferenc Erkera. Pozorište se vrlo brzo pokazalo kao nedovoljno velikim za grad koji je imao ubrzan razvoj i za publiku koja je sve više želela da da se zabavi uz ovaj žanr dramske muzike. Godine 1872. osnovan je komitet koji je bio zadužen za izgradnju nove operske kuće. Već sledeće godine, ministarstvo je raspisalo tender za izgradnju zgrade po planovima Miklosa Ibla. Izgradnja je započeta 1875. i trajala je punih devet godina.
Svečano otvaranje Mađarske kraljevske opere upriličeno je 27. septembra 1884. godine u prisustvu mađarskog kraqa Franca Josefa I. Tom prilikom izvedena je opera Bánk bán čiju su uvertiru napisali Laslo Hunjadi a potom i romantična opera Loengrin nemačkog kompozitora Riharda Vangera koju je dirigovao mađarski kompozitor Franc List. Operska kuća se vrlo brzo našla u umetničkoj krizi jer nije mogla da ispuni zahteve u pogledu kvaliteta i broja izvedbi. Pored ovoga, ubrzo su nastupili i finansijski problemi jer publika Pešte nije mogla sama da finansira skupe produkcije. Novcem od prodaje ulaznica nije se moglo pokriti finansiranje velikog broja izvedbi. Situacija se promenila nakon 1888. godina, kada je na čelu institucije došao Gustav Mahler. Njegovo upravljanje vezuje se za zlatno doba Mađarske kraljevske opere.
Početkom Prvog svetskog rata, razvoj operske kuće je ponovo usporen. Opera je ubrzo zatvorena na period od godinu dana. Umetnički procvat nastao je u periodu između dva rata, zahvaljujući najviše radu režisera Mikloša Radnia i Markuša Lasla. Tokom Drugog svetskog rata, zgrada opere je pretrpela manja oštećenja. Marta 1945, nacionalna kuća opere je ponovo počela da radi ali sa promenjenim nazivom. Institucija je preimenovana u Mađarsku državnu operu, pod čijim imenom i danas postoji. Usled povećanja rada, od 1951. godine, Mađarskoj operi je pripalo i zdanje Gradskog pozorišta, koji od 1953. godine zove Pozorište Erkel.
Pored opere, zgrada predstavlja dom Mađarskog nacionalnog baleta. Mađarska državna opera član je međunarodne organizacije Opera Evropa koja okuplja operske kuće i operske festivale u Evropi. Godišnje se u operskoj kući izvede između 45 i 50 opera i oko 130 predstava.

## Istorija
Tokom svoje istorije duge više od 130 godina, Mađarska državna opera ugostila je mnoge svetske umetnike. Jedan od prvih upravnika opre bio je austrijski kompozitor Gustav Maler. On je postao direktor kraljevske opere 1888. godine na ovom položaju ostao je u naredne tri sezone. Od 1947. do 1950. muzički direktor opere je bio jevrejski kompozitor Oto Klemperer.
Tokom sedamdesetih godina prošlog veka, država je krenula u veliku obnovu zdanja. Obnova je trajala od 1980. d 1984 godine. Mađarska državna opera ponovo je otvorena na svoju stogodišnjicu 27 septembra 1984. godine.

## Karakteristike
Zgrada Mađarske državne opere izgrađena je sa bogatim dekorativnim predmetima i ukrasima. Smatra se za jednom od remek dela mađarske arhitekture. Izgrađena je u neorenesansnom stilu sa elementima baroka. Gipsane ukrase i slike, dela su vodećih ličnosti mađarske umetnosti, uključujući Mor Tana, Karolj Lota i Bartalen Sekalja. Iako se o veličini i kapacitetu ne ubraja u najveće operske kuće, pa lepoti i akustici svrstana je u red vodećih opera na svetu.
Dvorana u obliku potkovice može da primi 1261 osobu. Prema merenjima iz 1970. godine, tim međunarodnih inženjera svrstao je Mađarsku državnu operu kao treću sa najboljom akustikom u Evropi, odmah nakon Milanske skale i Palate Garnier u Parizu.
Na ulazu u zdanje, nalaze se statue Ferenc Erkela i Franc Lista. Erkel je komponovao mađarsku državnu himnu i bio je prvi muzički direktor opere i osnivač Budimpeštanske filharmonije.
Repertoarska sezona traje svake godine od septembra do kraja januara. S obzirom na svoj kulturni značaj, zgrada je poznata turistička destinacija u kojoj postoje skoro svakodnevni obilasci na engleskom, nemačkom, španskom, francuskom, italijanskom i mađarskom jeziku.

## Arhitektura
Prilikom projektovanja zgrade Mikloš Ibl se služio iskustvima drugih arhitekata uz korišćenje svojih idejnih rešenja. Fasada je simetrična i dekorima muzičke tematike. U nišama se nalaze statue mađarskih kompozitora. Ulaz je osmišljen tako da se u zgradu može ući sa glavnog puta ili kroz sporednu ulicu. U foajeu dominiraju veliki mermerni stubovi. Svodni plafon oslikan je freskama Sekelja i Mora. Njihov rad prikazuje devet muza, lica iz grčke mitologije koje predstavljaju ćerke boga Zevsa i Mnemosine, boginje poezije, umetnosti i nauke.
Široko kameno stepenište obasjava veliki luster od kovanog gvožđa. Dekorativno stepenište je osmišljeno kao glavni ulaz do auditorijuma. Stepenište održava vertikalnu vezi između svakog nivoa i povezuje ivice predvorja. Odlazak u operu se u XIX veku smatralo kao poseban društveni događaj a stepenište je bilo važan element za dame kako bi pokazale svoje večernje toalete.
Glavna dvorana ukrašena je bronzanim lusterom težine 3.050 kilograma i osvetljava fresku Karolj Lota, koja prikazuje grčke bogove na Olimpu. Proscenijumski luk na centralnoj sceni imao je najsavremeniju tehnologiju tog vremena, uključujući i pokretne delove i hidraulične mašine.
Kraljevska loža nalazi se u centralnom delu trokatnice i ukrašena je skulpturama koje simbolizuju četiri operska glasa: sopran, alto, tenor i bas.

## Druga operska zgrada
Pozorište Erkel je deo Mađarske državne opere od 1951 godine. Ovo zdanje je prvobitno otvoreno kao Narodna opera 1911 godine. Nakon Prvog svetskog rata zgrada je zatvorena i rekonstruisana. Dve godine kasnije, 1917, otvorena je sa smanjenim kapacitetom na 2400 mesta. Tokom godina, pozorište se koristilo za mnogobrojne delatnosti, uključujući i kao bioskop. Nakon pripajanja državnoj opere usledila je još jedna adaptacija nakon čega se pozorište koristilo sve do 2007. godine. Pozorište j renovirano ponovo otvoreno 2013. godine.

## Galerija
- Glavna dvorana
- Svod
- Nacrt
- Statua F. Lista
- Glavno stepenište
- Pozorišne lože
- Pogled na kraljevsku ložu
- Orkestar

## Spoljašnje veze
- Hungarian State Opera's website (in English)
- Failoni Chamber Orchestra of the Hungarian State Opera
- The interior of the Opera House Архивирано 2007-03-11 на сајту
- Hungarian State Opera at Google Cultural Institute